# 1 E12 m
Pour aider à comparer les ordres de grandeur des différentes longueurs, voici une liste de longueurs de l'ordre de 1012 m, 1 milliard de kilomètres, ou 1 Tm (téramètre) :
6,7 ua :
- 1,1×1012 m (7,2 ua) : une heure-lumière, la distance parcourue par la lumière en une heure
- 1,4×1012 m (9,4 ua) : distance entre le Soleil et Saturne
- 2,0×1012 m (13,4 ua) : diamètre de l'une des plus grandes étoiles connues, KY Cygni
- 2,9×1012 m (19,4 ua) : distance entre le Soleil et Uranus
- 4,5×1012 m (30,1 ua) : distance entre le Soleil et Neptune
- 4,5×1012 m (30,1 ua) : distance minimale entre le Soleil et Pluton
- 7,3×1012 m (48,8 ua) : rayon interne de la ceinture de Kuiper
- 7,5×1012 m (50,1 ua) : rayon externe de la ceinture de Kuiper